# Лейвгортъёган
Лейвгортъёган (устар. Лейв-Горт-Юган) — река в России, протекает в Ханты-Мансийском АО. Устье реки находится в 3 км по левому берегу реки Вогулки. Длина реки — 56 км.

## Притоки
- 5 км: Ай-Лоръёган пр
  - Тогосьюган
- Холемъюган лв
- 15 км: Айюган пр
- 34 км: Няръюган лв
- 42 км: Харъюган пр
- Хутьвансоим лв
- Саранкастльюган лв
- Соромъюган лв
- Епкаюган лв

## Данные водного реестра
По данным государственного водного реестра России относится к Нижнеобскому бассейновому округу, водохозяйственный участок реки — Северная Сосьва, речной подбассейн реки — Северная Сосьва. Речной бассейн реки — (Нижняя) Обь от впадения Иртыша.